# 弗萊克施托克山
46°42′26.5″N 8°29′51.6″E / 46.707361°N 8.497667°E

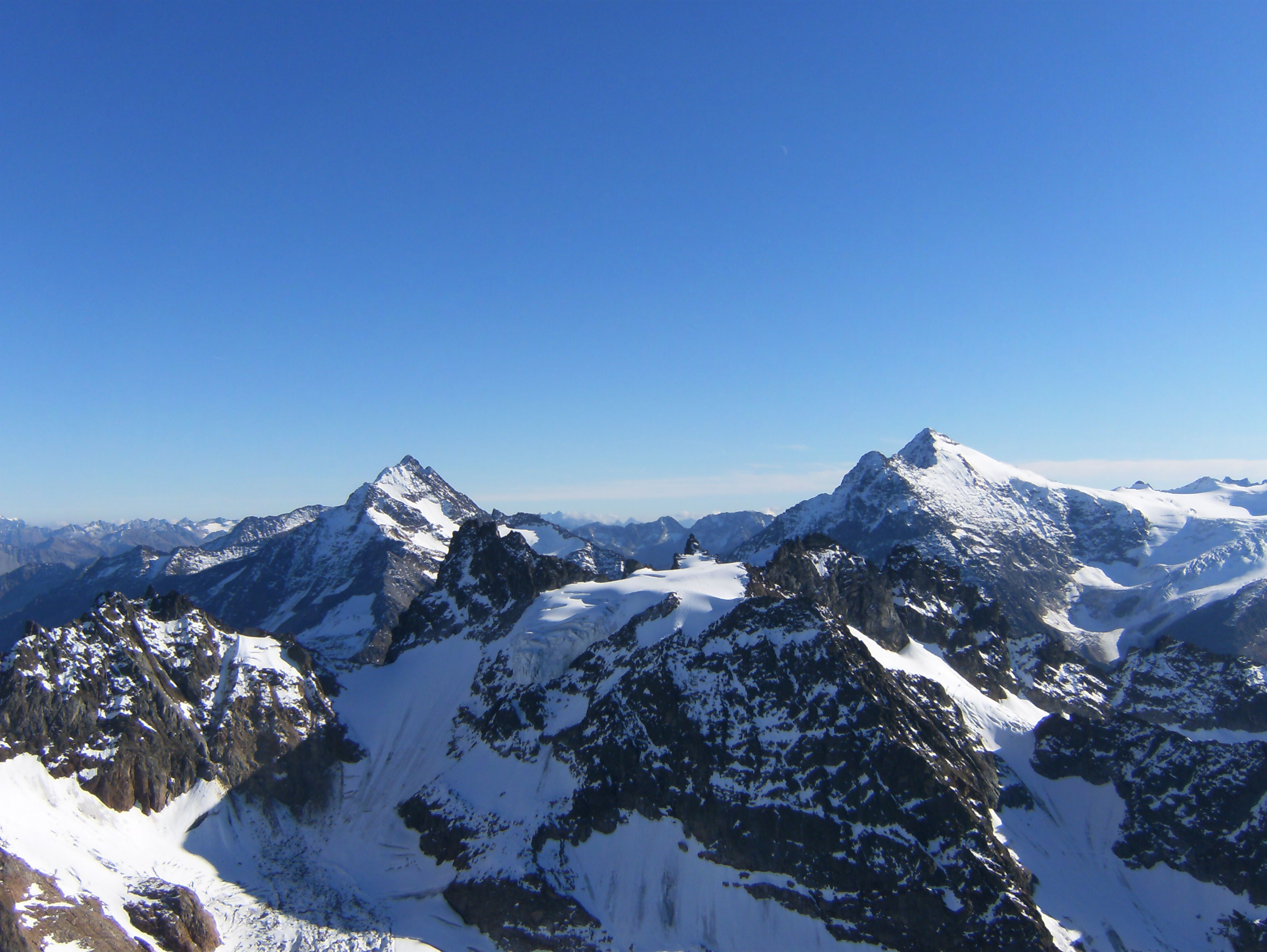

弗萊克施托克山（Fleckistock），是瑞士的山峰，位於該國中部，由烏里州負責管轄，屬於烏里山的一部分，海拔高度3,417米，每年平均降雨量2,385毫米。